# Пальчевський Андрій Іванович
Андрій Іванович Пальчевський (16 липня 1961, Київ) — український (в минулому російський) політик та бізнесмен, український телеведучий. Засновник і директор клініки та фонду Eurolab. Перший заступник Міністра України у справах сім'ї, молоді та спорту в уряді Азарова (з березня по липень 2010). Лідер партії «Перемога Пальчевського».

## Життєпис
Зі слів Андрія його всиновив Іван Пальчевський.
Навчався в школі № 51 Києва (нині — Ліцей міжнародних відносин № 51). Закінчив Військовий інститут іноземних мов Міністерства оборони СРСР у Москві, де готували перекладачів для МО СРСР, офіцерів з вищою військово-юридичною освітою для військових прокуратур та військових трибуналів, офіцерів з вищою військово-філологічною освітою та політпрацівників-спецпропагандистів для Міністерств оборони СРСР, а також здійснювалася перепідготовка та підвищення кваліфікації офіцерів. У 1983—1991 роках служив у ЗС СРСР, 6 років працював військовим перекладачем у Лаосі. Володіє чотирма іноземними мовами, включно з лаоською. Після звільнення з армії займався бізнесом у США та Росії.
- 1991—1993 — голова російського представництва американської компанії Монсанто «Нутрасвіт АГ».[7][8]
- 1990—2004[відсутнє в джерелі] — директор російської компанії «Квест ЮТС», однієї з найбільших у Росії компаній у галузі технології пивоваріння[6].
- 2005—2009 — фінансовий директор клініки «Євролаб».
- Серед заснованих підприємств в Україні: «Харчова ароматика», «Євролаб», «Центр лабораторних досліджень», «Сіті Інвест Сервіс», «Нова авіація України».
- 2009—2010 — директор благодійного фонду «Євролаб».

Українське громадянство набув у серпні 2009 року.
У 2010 році з 31 березня по 14 липня працював першим заступником Міністра України у справах сім'ї, молоді та спорту в Уряді Миколи Азарова. Після чого подав у відставку. За словами самого Пальчевського, він хотів вдосконалити систему держуправління, однак, зіткнувшись зі спротивом системи, пішов з посади за власною ініціативою через три місяці".

## Eurolab
Медичний центр «Eurolab» заснований Пальчевським 2004 року. Компанію зареєстровано в житловому будинку в Ілфорді поблизу Лондона, у британських реєстрах за тією ж адресою зареєстровано 25 компаній. Кінцевим бенефеціаром є Пальчевський через компанії, зареєстровані в офшорі. Співвласник клініки — громадянин Росії Олексій Кириллов.
2015 року компанія входила до найбільших приватних медичних закладів України.
Під час другого туру виборів Президента України 5 квітня 2019 року кандидат у президенти Володимир Зеленський здав аналізи в цій клініці. При цьому дату аналізів спочатку було написано з помилкою: було вказано 2 квітня замість 5-го.

## Політика
1994 року балотувався від «Партії любителів пива» до Думи РФ. Сам Пальчевський прокоментував це таким чином: «Ми глузували над Єльциним, якого називали главою „Партії горілки“. Це був фан, громадський тролінг. Тоді ще 25 років тому я думав, що Росія буде демократичною країною, але виявилося не зовсім так».
Під час виборів Президента України 2019 року підтримав Зеленського.
У період з лютого 2019 по березень 2020 Пальчевський 6 разів брав участь в ефірі російського державного телеканалу Россия 1 у ток-шоу пропагандистки Ольги Скабєєвої «60 минут». Сам Пальчевський вважає свою участь у програмі виправданою, — за його словами, він робив це, щоб «показати, що в Україні новий президент (Зеленський) йде на заміну. З яким можна знаходити спільну мову і припинити кровопролиття». На одному з ефірів Пальчевський сказав фразу «Що більше ви будете нас лаяти, то далі ми будем від нашого щасливого дня возз'єднання», але пізніше заперечив, що казав ці слова.
У червні 2020 році заявив про створення партії «Перемога Пальчевського».
Журналісти незалежного видання texty.org.ua знайшли численні приклади штучної розкрутки кампанії Пальчевського проросійськими та фейковими ресурсами (на зразок politeka.net, znaj.ua), а саму кампанію вважають «яскравим прикладом маскування російської пропаганди за популістськими гаслами».
У грудні 2020 року НАЗК оприлюднило висновки про результати аналізу фінзвіту «Перемоги Пальчевського» за третій квартал 2020 року. НАЗК виявило низку порушень: відсутність даних про один із банківських рахунків партії, невідображення витрат на конференцію, ймовірне використання понад сотні підставних донорів та заниження на 20 млн витрат на зовнішню рекламу,

## Робота на телебаченні
З 2011 року працював ведучим на телеканалі Інтер та Першому національному з авторськими програмами «Глибинне буріння», ток-шоу «Про життя» на телеканалі «Інтер», радіошоу «Каток» і «Kwasa Kwasa».
У 2017 році недовго був ведучим на телеканалі «Прямий», з 2018 року став експертом політичних шоу на телеканалах 112 Україна, NewsOne та НАШ. У 2019 році був експертом програми «Чому так?» на телеканалі 112 Україна.

## Особисте життя
Розлучений. Батько чотирьох дітей.